# پیوتر لیشینکو
پیوتر کنستانتینوویچ لیشینکو (روسی: Пётр Константинович Лещенко؛ ‏ ۱۴ ژوئن ۱۸۹۸ – ۱۶ ژوئیهٔ ۱۹۵۴) رهبر گروه موسیقی، خواننده، آهنگساز و هنرمند رقص اهل اتحاد جماهیر شوروی بود.
او را «سلطان تاگوی روسی» لقب داده‌اند و ترانهٔ تانگوی او به نامِ سیرتسه (قلب) شهرت جهانی دارد.